# Le Valle

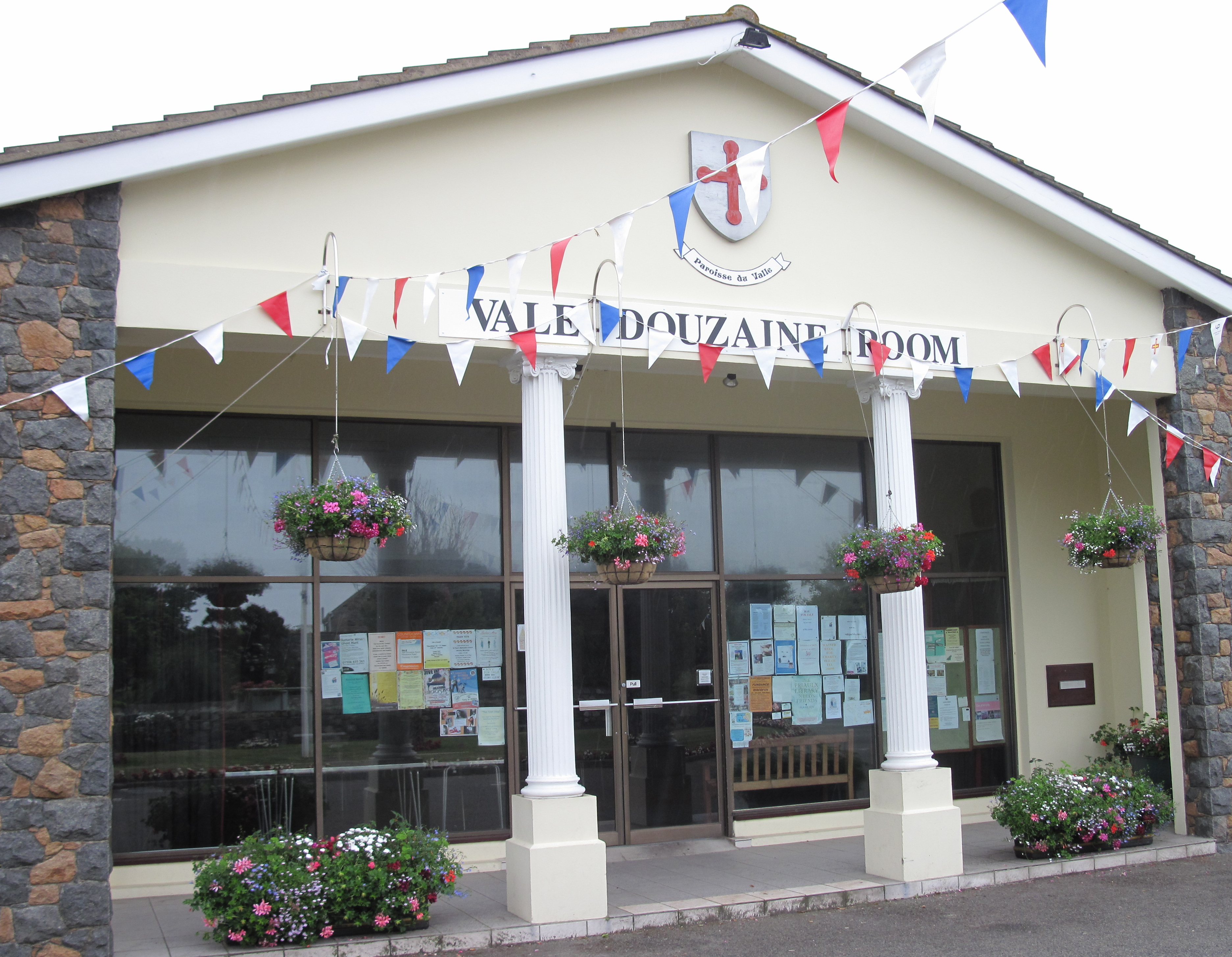
La salle de réunion d'une Douzaine dans la paroisse de Valle à Guernesey.

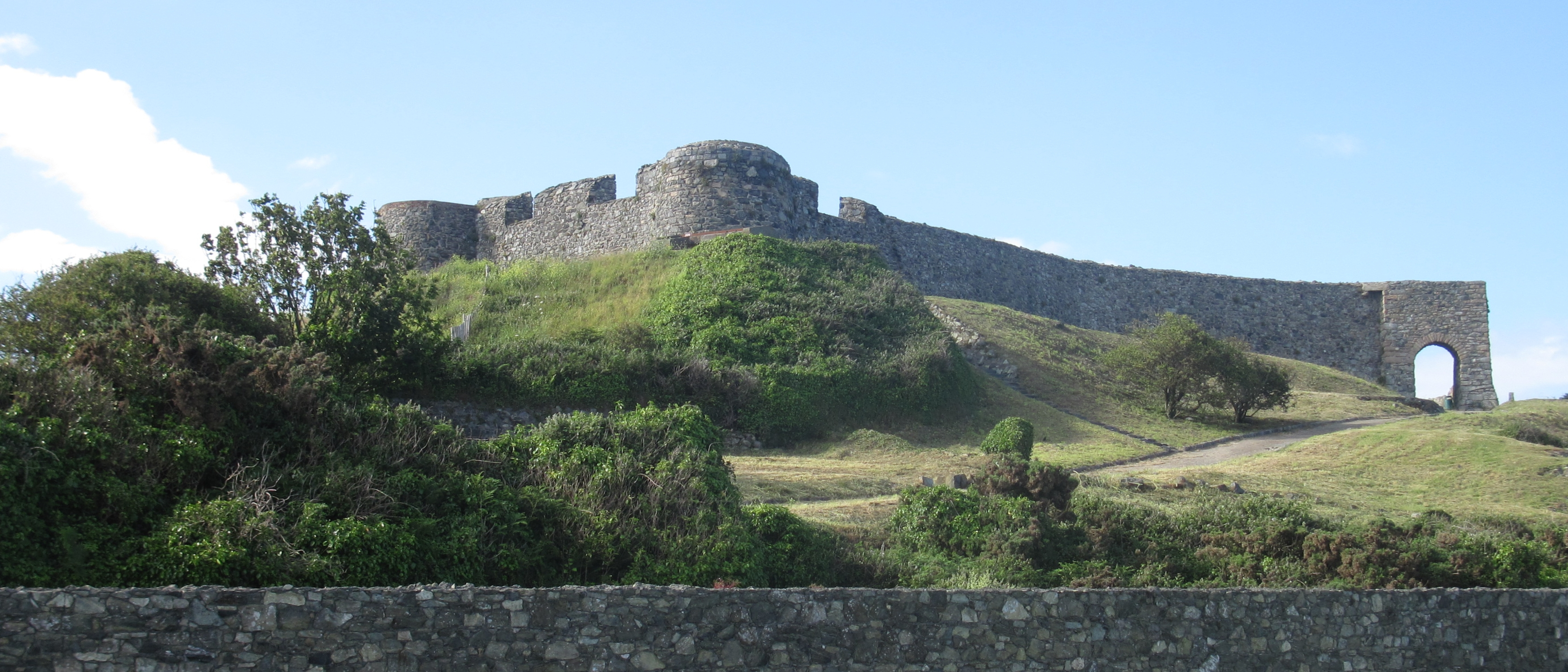
Vue du château du Valle.

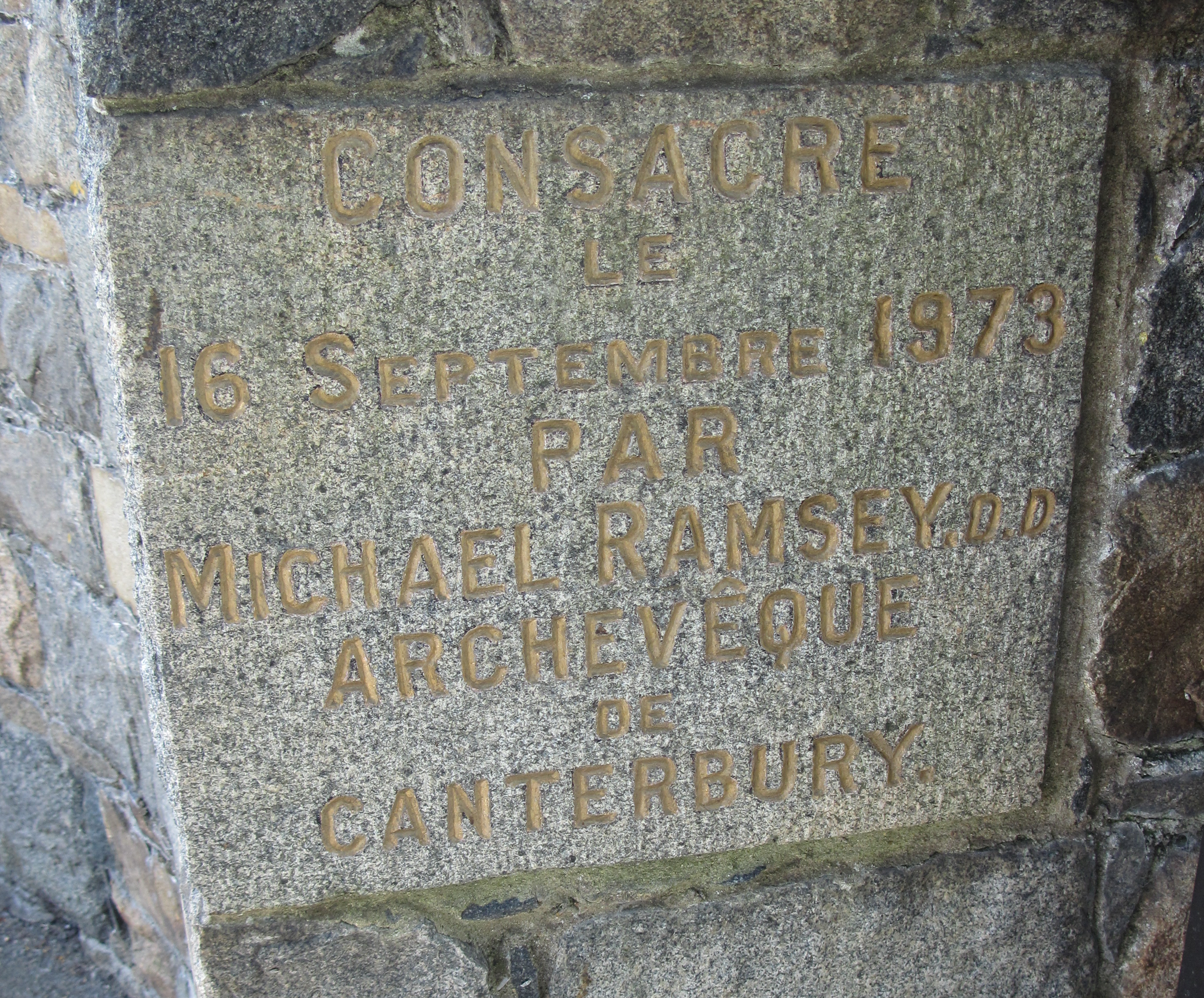
Inscription en l'honneur de l'archevêque de Canterbury (1973).

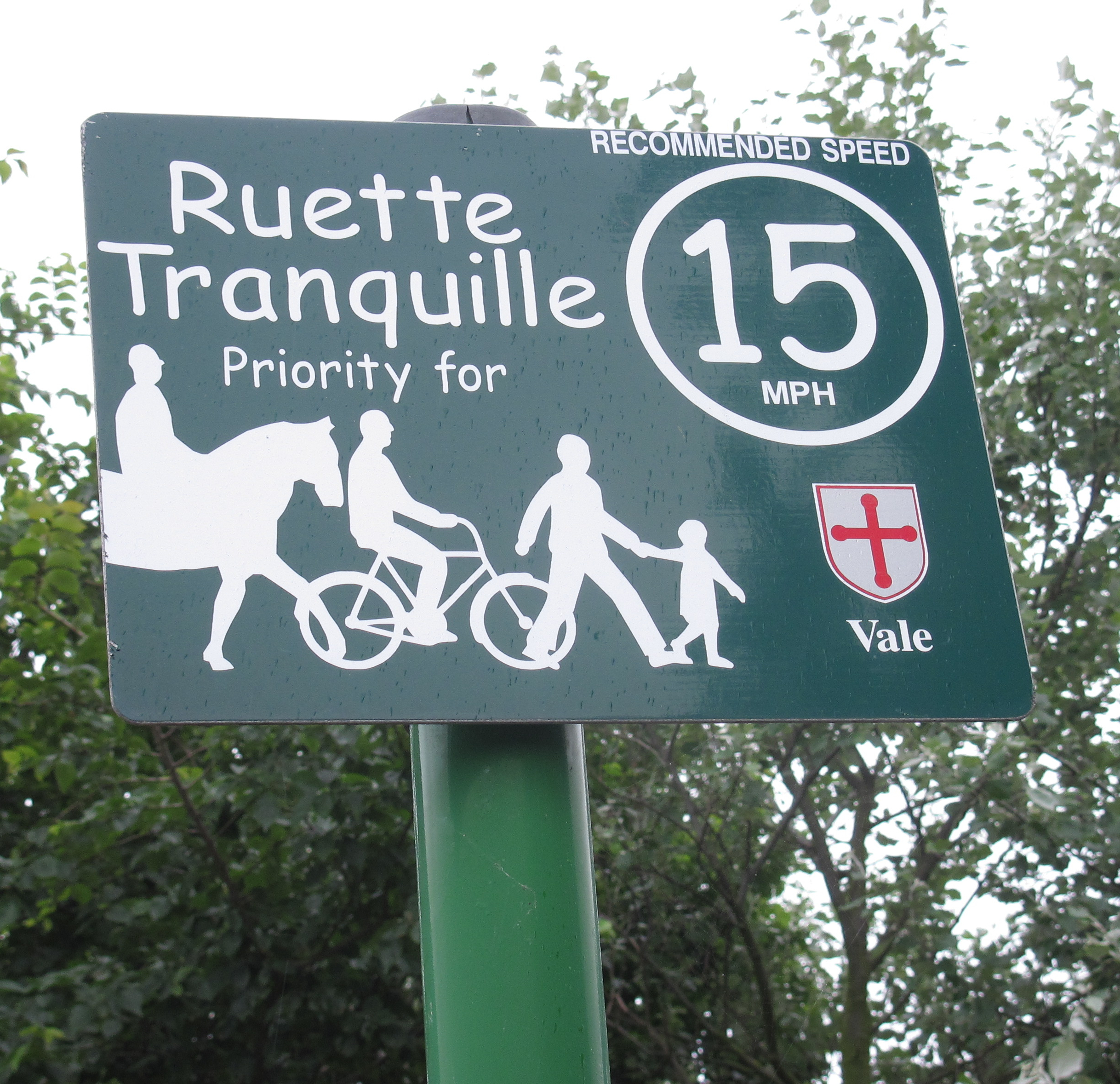
Panneau de signalisation dans la paroisse du Clos du Valle.

Le Valle (Lé Vale en guernesiais, Vale en anglais ; autrefois Le Clos du Valle) est une paroisse des bailliage et île de Guernesey, dans l'archipel anglo-normand de la Manche.

## Géographie
Paroisse située à l'extrémité nord de l'île de Guernesey, Le Clos du Valle est une ancienne île autrefois séparée de l'île principale par le chenal du Braye du Valle comblé en 1806. Cette ancienne île a gardé le nom francophone de « Clos du Valle ». La lande herbeuse qui s'étend à cet endroit porte le nom de L'Ancresse.
Le territoire de la paroisse est aujourd'hui formé de deux parties distinctes.
Le rivage est formé de rochers et de plages formant un certain nombre de baies, dont la baie de L'Ancresse dominée par le château du Valle et le Fort Le Marchand.

## Monuments

### Vestiges mégalithiques
- Dolmen de Déhus

Ce monument mégalithique a été fouillé par l'archéologue local Frederick (Corbin) Lukis (en) entre 1837 et 1848. Le dolmen présente un tumulus circulaire limité par de larges blocs de pierre. Un couloir étroit, orienté est-ouest, long de 3,50 mètres, et de part et d'autre duquel sont aménagées des cellules, permet d'accéder à une chambre mesurant environ 3,50 sur 3,70 mètres. La couverture comprend plusieurs dalles dont une présente la gravure d'une figure anthropomorphe dénommée "le gardien du tombeau".
L'Ancresse
Cette lande de terre possède de nombreux autres dolmens.
- La Varde
- La Platte Mare
- Les Fouaillages

Découvert en 1976 par la Société Guernesienne, ce monument funéraire date du début du Néolithique. L'État de Guernesey a permis au Docteur en archéologie Ian Kinnes (1944-2012), du British Museum, de réaliser une fouille archéologique méthodique qui commença en mars 1979 et se prolongea l'année suivante. Le premier monument semble avoir été construit et utilisé entre -4500 et -4000. Ce monument au plan sub-triangulaire enclôt quatre structures. Le coffre à l'est mesure 1,80 sur 0,40 mètres, le second coffre à l'ouest du premier mesure 2,70 par 1,70 m. Un troisième coffre, au centre du monument, est couvert d'une simple dalle, tout comme le quatrième complètement à l'ouest. Sur les îles voisines de Guernesey et de Jersey, on ne connaît à l'heure actuelle aucun monument ayant un plan triangulaire. Les archéologues Kinnes et Grant suggèrent de faire un rapprochement avec les monuments trapézoïdaux d'Écosse et d'Irlande. Vers - 4000 le monument est ensablé. D'autres aménagements furent réalisés par les néolithiques entre -3000 et -2000, puis entre -2000 et -1800. Peu à peu, le monument s'ensable et vers l'an mil de notre ère, une dune d'environ trois mètres le protège, ceci permettant d'expliquer qu'il ait échappé à la sagacité de l'archéologue Lukis susmentionné.

### Église et cimetière
- Église du Valle (Saint Michel du Valle), commencée en 1117 à proximité du prieuré bénédictin, mais les plus anciennes parties de l'édifice actuel ne remontent guère au-delà de 1140 ;
- cimetière.

### Autres édifices religieux
- Prieuré bénédictin fondé en 962 par les moines du Mont Saint-Michel ;
- chapelle méthodiste de Sion (route des Coutures).

### Château ou manoir seigneurial
Celui du Valle.

### Fort ou ouvrage militaire
Fort Le Marchant.

### Bâtiments publics
- Maison paroissiale,
- salle de la Douzaine.

### Autre
Petit port de Bordeaux (Bordeaux Harbour), situé dans la baie de Bordeaux, face aux îles de Herm, de Jéthou, et plus loin de Sercq.

## Événements annuels
La paroisse est jumelée avec la commune de  Barneville-Carteret (France) depuis 1987 et célèbre le Bal du Valle chaque année depuis le jumelage.

## Administration
| Période                                             | Identité                    | Qualité[Laquelle ?] |
| --------------------------------------------------- | --------------------------- | ------------------- |
| Année                                               | Mde[Quoi ?] J. M. M. Guille | ?                   |
| Les données antérieures ne sont pas encore connues. |                             |                     |

## Paroisses limitrophes
- Saint-Samson, principalement aux sud et est ;
- d'autres aux sud et ouest[Lesquelles ?].